# Cayos de San Felipe (Caraïbes cubaines)
Les cayos de San Felipe sont une série d'îles cubaines à l'ouest de l'île de la Juventud, rattachées à la province de Pinar del Río.

## Toponymie
Le groupe d'îles est appelé San Felipe en l'honneur du roi Philippe II d'Espagne. Le nom du cayo plus occidental, Juan Garcia, est en souvenir du capitaine de la nau Nuestra Señora de las Bergoñas, qui a fait naufrage dans les parages.

## Situation, description
Les cayos de San Felipe se trouvent en alignement est-ouest, à l'ouest de l'île de la Juventud, entre le golfe de Batabanó au nord et la mer des Caraïbes au sud. 
Entre les cayos de San Felipe et l'île de la Juventud, se trouve un ensemble d'îles plus petit, les cayos los Indios. Cayo Sijú, vers le centre des San Felipe, est à 18 milles nautiques (33 km) du port de La Coloma (en), dans la baie de Cortés. On peut y accéder aussi depuis le port de Batabanó (côte nord du golfe de Batabanó), province de Mayabeque), le port de Nueva Gerona (île de la Juventud), et depuis les sites touristiques du centre international de plongée de l'hôtel Colony (île de la Juventud) et du centre international de plongée de María la Gorda (côte ouest du cap Corrientes, péninsule de Guanahacabibes).

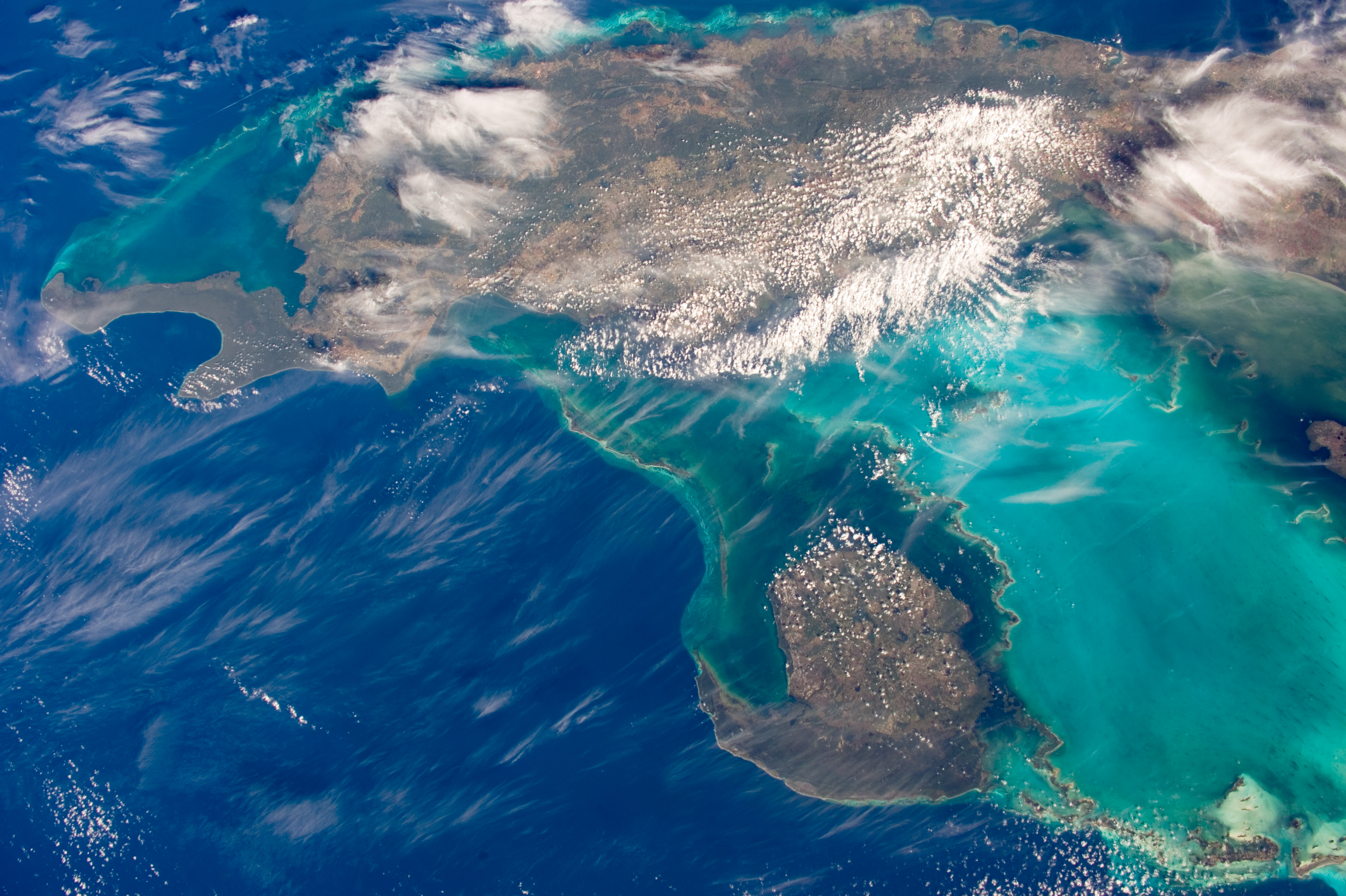
Cayos de San Felipe au centre, île de la Juventud un peu plus bas sur leur droite,
golfe de Batabanó en bleu turquoise, péninsule de Guanahacabibes à gauche

Parmi les nombreuses îles composant cet ensemble, sont inclus (d'ouest en est) :
- cayo Juan García[7]
- 'texte en gras'cayo La Vigia[8]
- cayo Real de San Felipe[9],[n 2]

Le passage entre cayo Sijú et le cayo Real est la Pasa Dos Hermanos.
- Cayo Sijú[11],[n 2]
- cayo Coco Chico[12]
- cayo Coco de San Felipe[13]
- cayo La Cucaño[14]

Les cayos ont une altitude moyenne de 0,7 m et une altitude maximale de 2,5 m. Ils sont légèrement basculés dans le sens sud-nord, témoignant de la présence d'une barre émergée.

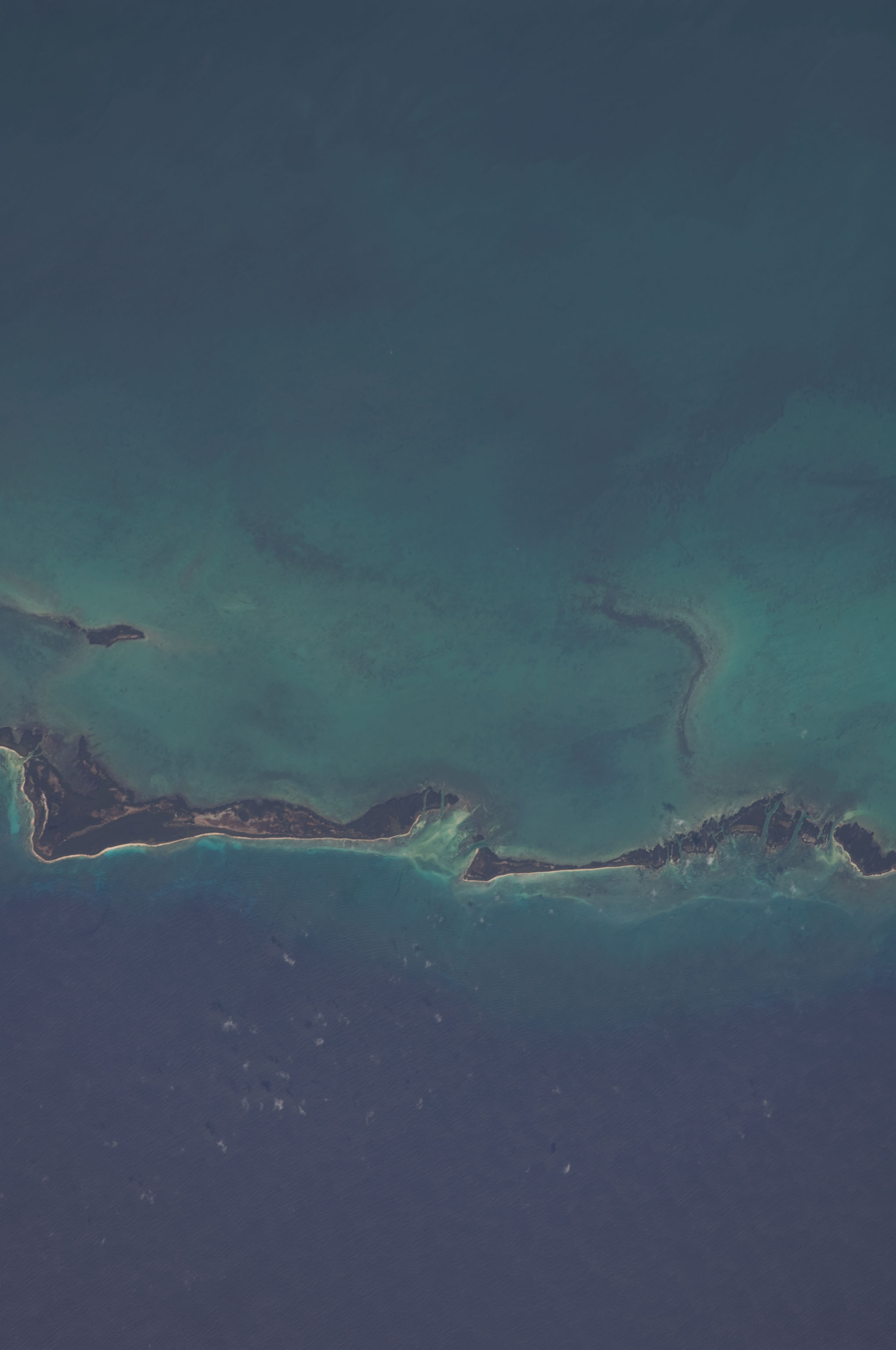
cayo Sijú, cayo Real[n 2]

Navigation
La longue série d'îles, y compris les cayos los Indios à l'est, donne sur plan l'impression d'être coupée par de nombreux chenaux qui devraient permettre à un bateau de petite taille de passer du sud ou nord et réciproquement ; en réalité ces îles sont assises sur un banc de sable formant un haut-fond, qui s'étend sur plusieurs kilomètres à l'ouest au-delà des cayos San Felipe. Les passages sont peu profonds pour la plupart et n'autorisent pas un tirant d'eau de plus de 2 m ; de plus ils tendent à bouger. Pour les bateaux, ceci revient à devoir choisir entre passer au nord ou au sud des cayos — et, une fois engagé, de s'y tenir pour quelque 60 km. 

Les vents dominants viennent de l'est, une direction pour laquelle les cayos de San Felipe offrent peu d'abris. Si le vent vient du nord-est, les côtes sud des cayos sont les plus abritées mais alors la houle est plus forte venant de la mer des Caraïbes.

## Environnement
Le parc national Cayos de San Felipe (Parque Nacional Cayos de San Felipe), créé en 1997, couvre 26 250 ha dont 2 041 ha de terres et 24 209 ha de zones marines.
Zones terrestres
Environ 60 % de la surface terrestre est couverte par de la mangrove, avec des exemplaires des 4 espèces signalées pour Cuba : palétuvier rouge (Rhizophora mangle), palétuvier blanc-gris-noir ou bois de mèche (Avicennia germinans), palétuvier blanc (Laguncularia racemosa) et mangrove à boutons (Conocarpus erectus). Plus de 66 espèces de plantes réparties dans 35 familles y sont trouvées. 

La faune inclut des sous-espèces endémiques, notamment des reptiles et des oiseaux, comme l'anolis du cayo Real (Anolis luteogularis sanfelipensis) et l'ameiva d'Aubert (Ameiva auberi sanfelipensis) ; parmi les oiseaux, le viréo cubain (en) (Vireo gundlachii sanfelipensis) et le pic à sourcils noirs (Melanerpes superciliaris sanfelipensis). Des populations d'iguanes terrestres de Cuba (Cyclura nubila) en bon état de conservation sont présentes dans les différents îlots.
Zones marines
La zone marine comprend des mangroves, des prairies sous-marines sur fond sédimentaires de plantes et des récifs, trois écosystèmes de haute valeur écologique et économique. Il y a plusieurs espèces de coraux et d'éponges, une ichtyofaune comptant environ 200 espèces et des fonds exceptionnels avec plus de 20 sites approuvés pour la pratique de la plongée, ainsi que des plages de sable blanc et des eaux très transparentes. Ces endroits sont choisis chaque année comme site de nidification par plus de 200 tortues vertes (Chelonia mydas), tortues caouannes (Caretta caretta) et tortues imbriquées (Eretmochelys imbricata) ; et ce sont aussi des territoires importants pour la nidification de la petite sterne (Sternula antillarum). 

Des mammifères marins peuvent être observés à proximité des îlots, comme le lamantin des Caraïbes (Trichechus manatus) et le grand dauphin (Tursiops truncatus). Dans les fonds marins, on pratique surtout la pêche à la langouste blanche (Panulirus argus).
L'administration de la station biologique de l'aire protégée est à La Coloma (en)
.